# Hollin Airport
Hollin Airport (FAA: 7OR7) is een privé-luchthaven op 4,8 km van de Amerikaanse plaats Brooks in Marion County (Oregon).